# Pont de les Cases de Posada
|  | Aquest article tracta sobre pont del municipi de Navès. Vegeu-ne altres significats a «Cases de Posada». |

El Pont de les Cases de Posada és un pont de dos arcs de la Vall de Lord, al municipi de Navès (Solsonès). És un pont de pedra i amb baranes i un tallamar, en un camí antic entre les cases de Posada i el Santuari de la Lord. Passa per sobre del Cardener, afluent per la dreta del Llobregat. Fou construït segles enrere per comunicar les dues bandes del riu i especialment les cases de Posada amb el ja aleshores anomenat santuari de Lord. És una obra que forma part de l'Inventari del Patrimoni Arquitectònic de Catalunya. La construcció de l'embassament de la Llosa del Cavall el va deixar submergit a uns 73 metres de profunditat quan el pantà està ple, cosa que fa preveure que difícilment tornarà a fer-se visible.

## Descripció
Era un pont amb la calçada quasi sense la típica doble vessant dels ponts medievals sinó gairebé horitzontal puix que presentava un lleuger pendent cap a la banda occidental o riba dreta del Cardener. Feia 31,10 metres de llarg per 2,50 metres d'amplada, incloses les baranes, essent la calçada (empedrada amb palets de ribera de mida mitjana), de tan sols 1,80 metres d'amplada. Les baranes feien 35 cm de gruix per uns 50-60 cm d'alçada. Tenia dos arcs de mig punt de mida desigual, tenint el més petit una lleugera tendència a apuntar-se i l'altre, el més gros, a rebaixar-se. Estaven separats per un pilar central de 2,50 x 2,50 metres de secció, amb un esperó triangular afegit a la banda nord per on baixava l'aigua i que li servia de reforç.
L'arc de la banda oriental tenia 11,20 metres de llum i el de la banda occidental, únicament 7,50, al nivell de l'aigua normal, però d'alçada ambdós arcs feien de llum tan sols 6,80 i 5,40 metres respectivament. L'alçada total del pont oscil·lava, doncs, entre 6 i 8 metres des de l'est cap a l'oest. Aquesta inclinació sembla que havia de ser més que suficient per a desaiguar tota l'aigua de pluja que s'hagués pogut acumular a la calçada però, malgrat això, tenia també dues sortides d'aigua a la part baixa de la barana de la banda sud del pont, a ambdós costats del pilar central. Aquests desaigües van ser fets col·locant dues llosetes verticals de pedra calcària separades uns 25 cm. i col·locant-hi damunt una llosa horitzontal d'uns 40 cm d'amplada que sobresortia uns 20 cm de la línia de l'esmentada paret sud per tal d'escopir l'aigua directament sobre el riu.
A jutjar pels forats que es podien veure sobre la cornisa de la part superior del pilar central, aquest pont, construït en època incerta, va ser aixecat mitjançant un doble encimbratge adossat a l'esmentada cornisa. Les mides dels dits forat permetien deduir que les bigues mestres de l'encimbratge foren tres per banda, separades per uns 40 cm. i d'un gruix de 20 x 20 cm. Aquest encimbratge va ser bastit a una altura de 2,50 metres per damunt del nivell de l'aigua i, per tal de reforçar el pilar central, s'hi va afegir el ja esmentat espoló a la banda nord. Un altre espoló, de reforç lateral, va ser bastit també al costat oest, el pilar del qual té 1,95 metres d'alçada, cimentat sobre la pudinga i format per cinc filades de carreus de pedra calcària de 50, 45, 20, 40 i 20 cm d'altura des de baix a dalt.
Els dos arcs del pont van ser fets amb una doble arcada sobreposada, de peces de pedra calcària col·locades en full de llibre i unides per una bona argamassa de calç i sorra. El gruix del pont, a la fletxa dels dos arcs, no sobrepassava els 70 cm. que corresponia al gruix de les dues arcades sobreposades de 35 cm de longitud cada una, però en conjunt, el pont tenia una presència massissa i resistent, tot i no ser tan airós com el proper pont de Vall-llonga; tret dels pilars i les arcades, el parament era menys regular, les filades tendien a inclinar-se i les peces de pedra calcària apareixien barrejades amb altres procedents de la pudinga fragmentada tan abundant a la contrada.
Tot i que vist de lluny el pont de les Cases de Posada podia passar per un pont romà o de tradició romana, la realitat és que molt probablement no va ser construït a finals del segle xv.

## Consideracions sobre la seva funcionalitat
No deixa de resultar fins a cert punt sorprenent que es construís el pont de les Cases de Posada si hom té en compte que 1,5 km aigües amunt s'hi aixecava el pont de Vall-llonga que també permetia travessar el Cardener. Era aquest darrer, però, el qui formava part del camí ral de Cardona a la Seu d'Urgell mentre que el camí que passava per damunt del pont de les Cases de Posada, a jutjar per les restes que actualment se'n conserven, sembla que únicament era un ramal del camí ral que tan sols portava al Santuari de Lord en el seu accés pel grau de Solord.